# Jewish Colonization Association
A Jewish Colonization Association (JCA ou ICA, iídiche ייִק"אַ; Associação de Colonização Judaica) foi criada em 11 de setembro de 1891 por Moritz Hirsch.
Seu propósito foi facilitar a emigração em massa de judeus da Rússia e outros países do Leste Europeu, assentando-os em colônias agrícolas em terras por ela adquiridas, particularmente na América do Norte e América do Sul, em especial na Argentina e no Brasil.
Em 1904 trinta e oito famílias israelitas, um total de quase trezentas pessoas, chegaram à recém-formada colónia de Philippson (1902), na zona central do Rio Grande do Sul, nas cercanias de Santa Maria.
O primeiro trabalho literário a usar a comunidade judaica brasileira como tema principal foi o romance autobiográfico Numa clara manhã de abril, de Marcos Iolovitch, originalmente publicado em 1940, ele mesmo um imigrante que veio da Rússia no início do século XX para uma comunidade agrícola estabelecida pela Jewish Colonization Association na região sul do Brasil.